# Peter Jenniskens
Peter Jenniskens ou Petrus Matheus Marie Jenniskens (Países Baixos, 2 de agosto de 1962) é um astrônomo nascido nos Países Baixos que reside nos Estados Unidos da América. É o coordenador do grupo de trabalho para a nomenclatura de chuvas de meteoros da União Astronômica Internacional. O asteroide 42981 Jenniskens recebeu essa denominação em sua homenagem.

## Biografia
Peter Jenniskens doutorou-se na Universidade de Leiden em 1992, orientado por H.J. Habing e J.M. Greenberg. Sua tese de doutorado é intitulada Matéria Orgânica na Extinção Interestelar. Jenniskens foi o responsável por propor que as Quadrântidas, uma chuva de meteoros cujo radiante está localizado na constelação do Boieiro, estão associadas ao objeto 2003 EH1.